# 西坞街道
西坞街道是中国浙江省宁波市奉化区一个街道办事处，辖区面积108.38平方公里，因位于东江之西，地形低洼如坞，故名，又因邬姓聚居，又称西邬:64、66。

## 历史
秦至隋开皇九年（589年）白杜村为鄞县县治，唐时属金溪乡、白水乡，宋至清属金溪乡，部分属奉化乡、松林乡，民国初属奉化区、金溪区、松林区，1919年设西坞镇、白杜镇，1925年属金溪区，1939年属西坞区金溪一至五乡、西坞镇、进化二乡、进化五乡，1947年属金溪区西坞镇、金水乡、笔峰乡，进化区进化乡，1949年为西坞区西坞镇、金水乡、笔峰乡，大桥区进化乡，1950年进化乡改属西坞区，后改为西坞区西坞镇、石桥乡、东陈乡、白杜乡、孔峙乡、尚桥乡、庙后乡，1954年江口区浦口乡陈孔目村、朱张骆村划归西坞区西坞镇，康亭乡划归西坞区，1956年撤销西坞区，石桥乡（除河头村）、尚桥乡虎啸刘村、庙后乡李家师桥村并入西坞镇，孔峙乡、东陈乡、石桥乡河头村并入白杜乡，尚桥乡（除虎啸刘村）、庙后乡（除李家师桥村）、康亭乡（除昱南村、河东村）合并为尚桥乡，1958年改为西坞公社西坞管理区、白杜管理区、尚桥管理区，1959年舒家管理区部分辖区划入西坞管理区，1961年改为西坞区西坞公社、白杜公社、尚桥公社，1965年撤销西坞区，1972年恢复西坞区，1983年改为西坞乡、白杜乡、尚桥乡，1984年西坞乡改为西坞镇，1992年5月撤销西坞区，尚桥乡并入西坞镇，2001年6月白杜乡并入西坞镇，2003年12月撤镇设立西坞街道，2008年7月童桥村、赵家村划入岳林街道，设立童赵村:11-17、115、488:45、65。

## 行政区划
西坞街道下辖以下地区：
西坞社区、力邦社区、高楼张村、王家汇村、庙后周村、虎啸刘村、东陈村、亭山村、蒋家池头村、金峨村、税务场村、余家坝村、白杜村、孔峙村、泰桥村、河头村、康亭村、尚桥头村、山下地村、西坞村、游雁村、茗杨村、四维村、金桥村、雷山村、西坞林场和西坞茶场。

## 中国传统村落
2016年12月9日，西坞村列入第四批中国传统村落。

## 交通
沈海高速穿过西坞街道，设奉化出口。甬台温铁路也经过西坞街道，设奉化站，为奉化境内唯一的铁路车站。